# Beatrix von Berg

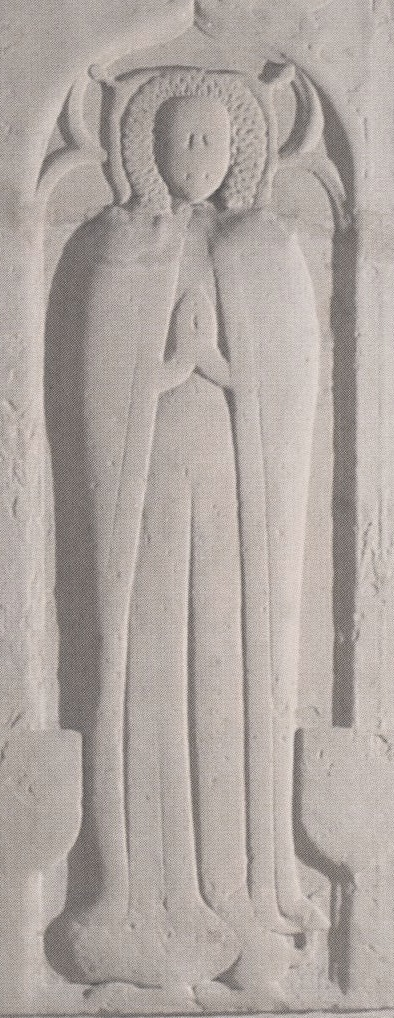
Beatrix von Berg auf ihrer Grabplatte

Ruprecht I. mit seinen beiden Ehefrauen; Beatrix von Berg rechts.

Beatrix von Berg (* 1360 in Burg an der Wupper; † 16. Mai 1395 in Neustadt an der Weinstraße) war die Tochter von Herzog Wilhelm II. von Berg und durch Heirat Kurfürstin von der Pfalz.

## Leben
Beatrix war die Tochter von Herzog Wilhelm II. von Berg und dessen Ehefrau Anna von Wittelsbach, Tochter des Kurfürsten Ruprecht II. von der Pfalz. Sie wurde vermutlich in Schloss Burg an der Wupper der damaligen Residenz ihrer Eltern geboren.
Ab 1380 residierte der Vater als Herzog von Berg in Düsseldorf, wo sich wohl auch die unverheiratete Tochter bei den Eltern aufhielt.
1385 heiratete Beatrix den seit 3 Jahren verwitweten Kurfürsten Ruprecht I. von der Pfalz, der bereits 75 Jahre zählte. Beatrix war die Enkeltochter seines Neffen und Nachfolgers Ruprecht II. von der Pfalz.
Kurfürst Ruprecht I. und seine zweite Frau Beatrix residierten sowohl in Heidelberg, dessen Universität der Pfälzer Herrscher gründete, als auch in Neustadt an der Weinstraße, wo dieser 1390 verstarb.
In der Allgemeinen Deutschen Biographie heißt es über den Gemahl von Beatrix: 

„Schon bei seinen Zeitgenossen stand Rupprecht I. in hohem Ansehen, er war auch äußerlich eine Achtung gebietende Gestalt, eine ritterliche Erscheinung. Bei rücksichtsloser Thatkraft galt er als milder, wohlwollender Herr, als ein Schirmherr der Kirche und der Priesterschaft, als ein Freund der Witwen und Waisen. Die Judenschaft, deren finanzielle Macht er vortrefflich auszunützen verstand, verehrte in ihm einen gerechten, humanen Beschützer.“

Beatrix von Berg überlebte ihren Ehemann Ruprecht I. nur um 5 Jahre und starb 1395 ebenfalls in Neustadt.
Aus der Ehe gingen keine Nachkommen hervor. Die Kurpfalz erbte ihr Großvater Ruprecht II., der Neffe ihres verstorbenen Mannes.
Ihr Mann hinterließ Beatrix als Witwengut Burg und Stadt Neuburg am Rhein sowie das Dorf Hagenbach und Naturalgefälle in Bergzabern.

## Gedenken

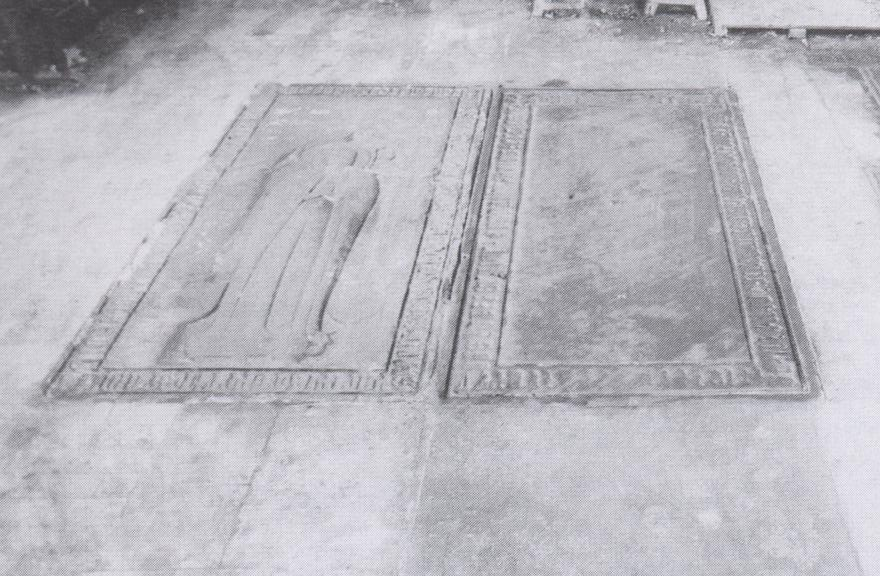
Die Gräber in ihrem alten Zustand 1906. Beatrix links, Ruprecht I. rechts

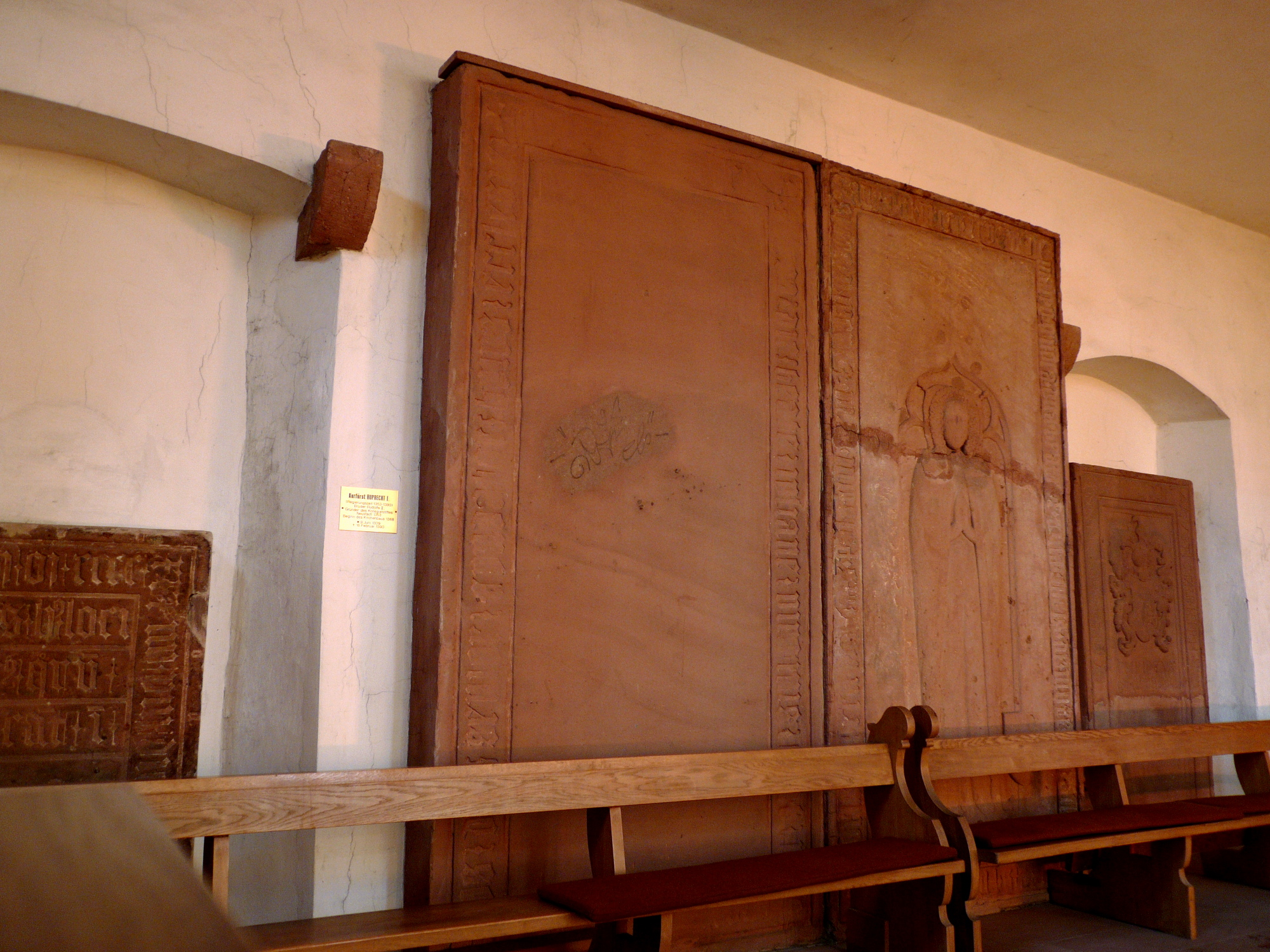
Heutige Aufstellung der Grabplatten in der Stiftskirche Neustadt

Kurfürstin Beatrix wurde neben ihrem Gatten im Altarbereich der von ihm als Wittelsbacher Memoria gegründeten Stiftskirche (Neustadt an der Weinstraße) beigesetzt. Beide Gräber und Epitaphien sind noch erhalten. Die Gräber befinden sich im Mittelgang des heute katholischen Chors der Stiftskirche, durch neuzeitliche Bronze-Inschriften gekennzeichnet. Die alten Grabplatten entfernte man zur Schonung aus dem Fußboden und platzierte sie – aufrecht stehend – an der Rückwand des katholischen Kirchenteils (Scheidewand zum protestantischen Bereich).
Um 1910 ließ Stadtpfarrer Dr. Michael Glaser (1863–1915) vier große Statuen der hier begrabenen Pfälzer Herrscher Rudolf II. und Ruprecht I., sowie der an ihrer Seite bestatteten Ehefrauen Beatrix von Berg und Margarete von Sizilien-Aragon fertigen. Sie wurden von dem renommierten Münchner Bildhauerprofessor Hubert Netzer aus weißem Kelheimer Kalkstein geschaffen und befinden sich an der nördlichen und südlichen Langhauswand des katholischen Kirchenteils. Die Skulpturen im Stil des Historismus sind alten Darstellungen nachempfunden; die beiden Frauenfiguren und die Statue von Pfalzgraf Rudolf II. orientieren sich an den Abbildern auf ihren Epitaphien in der Stiftskirche.
Testamentarisch stiftete Beatrix von Berg in der Stiftskirche Neustadt eine ewige Messe an ihrem Todestag, bei der auch Kerzen auf ihrem Grab brennen sollten. Überdies dotierte sie eine Stiftung, dass beiden Neustadter Bürgermeistern jedes Jahr eine bestimmte Summe ausgezahlt werde, von der sie zu diesem Tag „acht Rocke sollen keiffen und geben rechten husearmen, die des yeglichen Jars allernotdorftigst sint“.
In der Stiftskirche (Neustadt an der Weinstraße) finden jährlich 2 „Wittelsbacher-Messen“ statt, mit denen die dort seit dem Mittelalter bestehenden ewigen Messen zu 2 Terminen zusammengefasst werden. Hierbei wird – vertretungsweise für alle anderen verstorbenen Fürsten – stets das im Mittelgang befindliche Grab von Kurfürst Ruprecht I. und seiner Gemahlin Beatrix von Berg gesegnet.

## Familiäres Umfeld

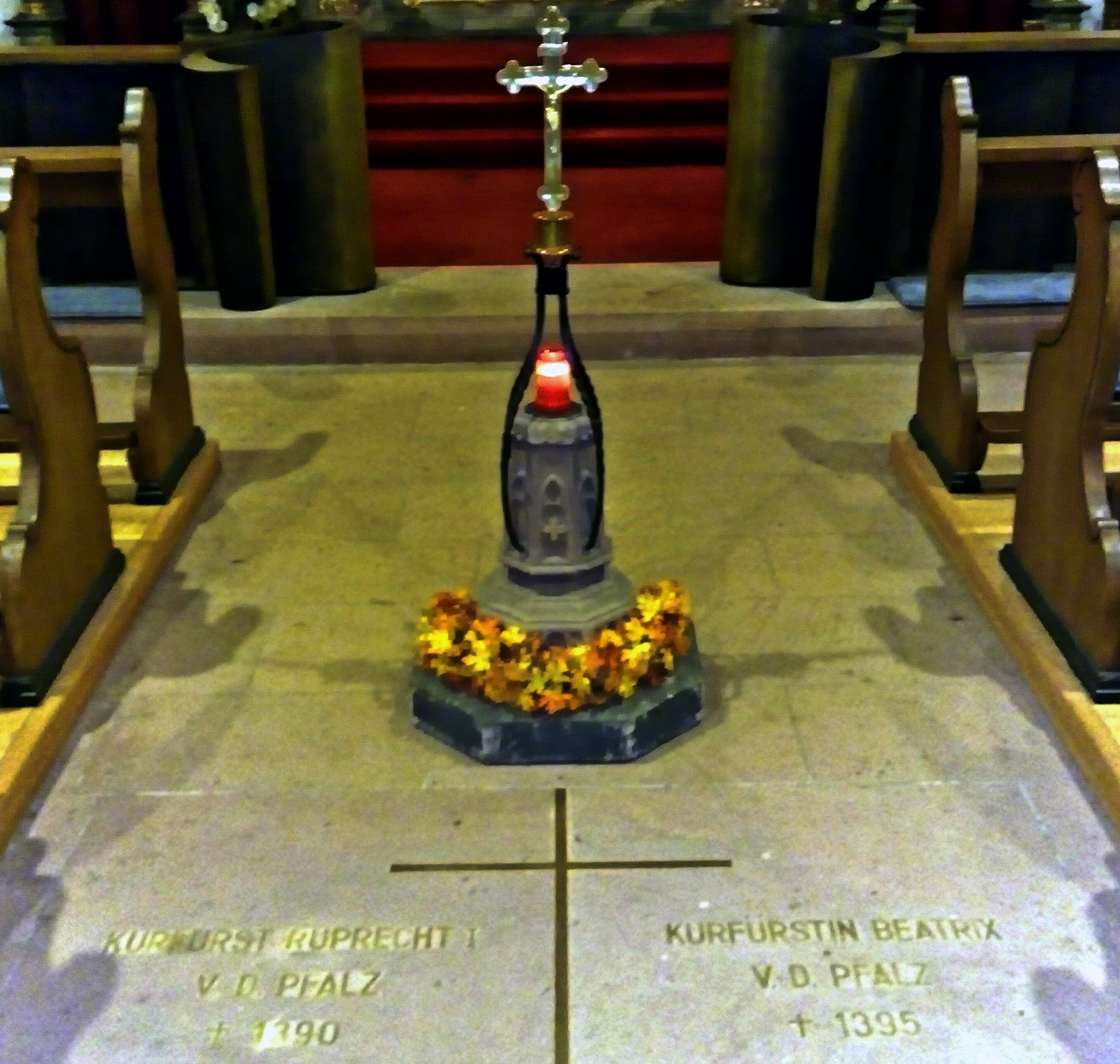
Grab, heutiges Aussehen

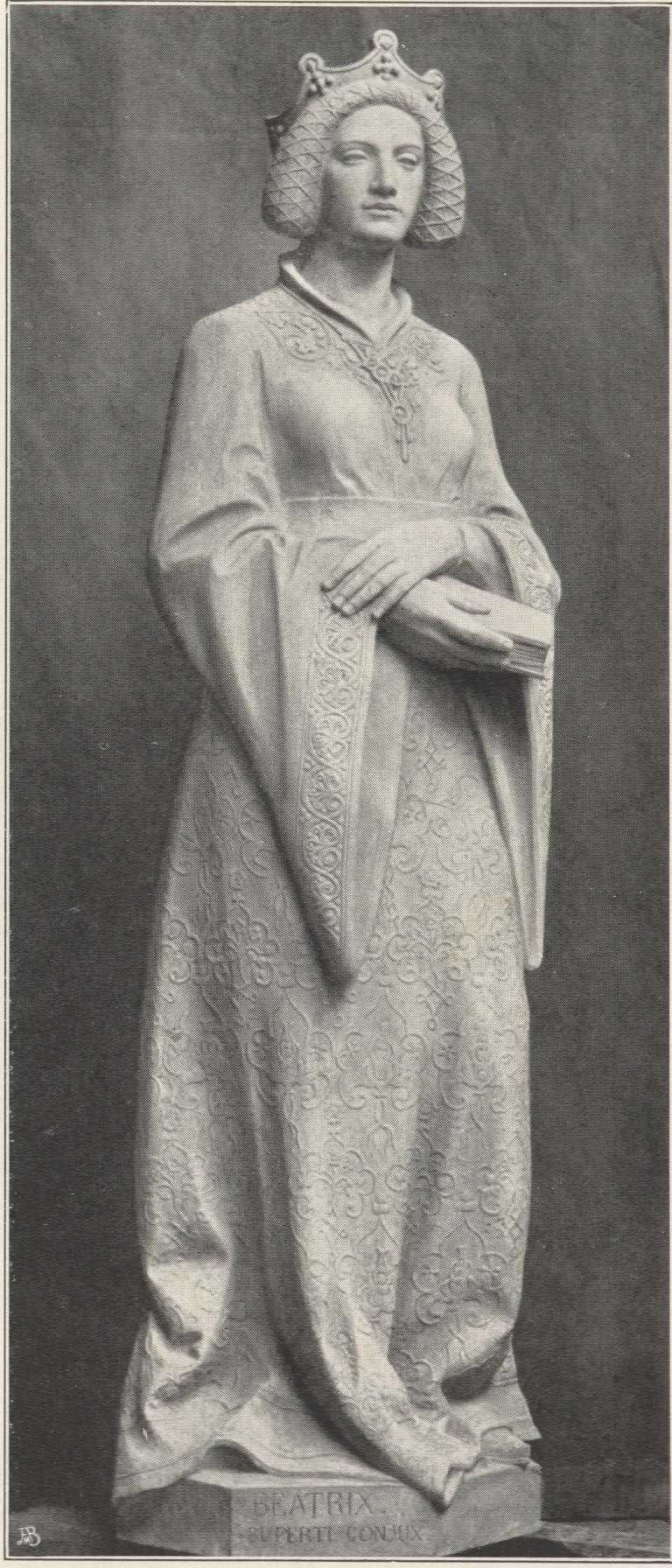
Beatrix von Berg, Skulptur von Hubert Netzer, in der Stiftskirche Neustadt, 1910

Die Eltern von Kurfürstin Beatrix stifteten im Altenberger Dom das berühmte Westfenster, welches als größtes gotisches Buntglasfenster nördlich der Alpen gilt. Sie sind darin als Stifterfiguren verewigt.
Der Bruder von Prinzessin Beatrix war Ruprecht von Berg (1365–1394), Fürstbischof von Paderborn und von Passau, ein hochgebildeter und tatkräftiger Oberhirte, der mit nur 29 Jahren an der Pest starb, zwar als Priester, aber noch ehe er wegen seiner Jugend die Bischofsweihe empfangen konnte.
Ein weiterer Bruder war Wilhelm von Berg (1382–1428). In der Zeit zwischen 1402 und 1414 amtierte auch er als Fürstbischof von Paderborn, wobei er die Diözese zusammen mit seinem geistlichen Berater Gobelin Person (1358–1421) eifrig im Sinne der Devotio moderna reformierte. Wilhelm von Berg besaß keinerlei geistliche Weihen, trat schließlich von seinem Bischofsamt zurück und heiratete 1416, um den Familienstamm zu erhalten.